# Superporta-aviões

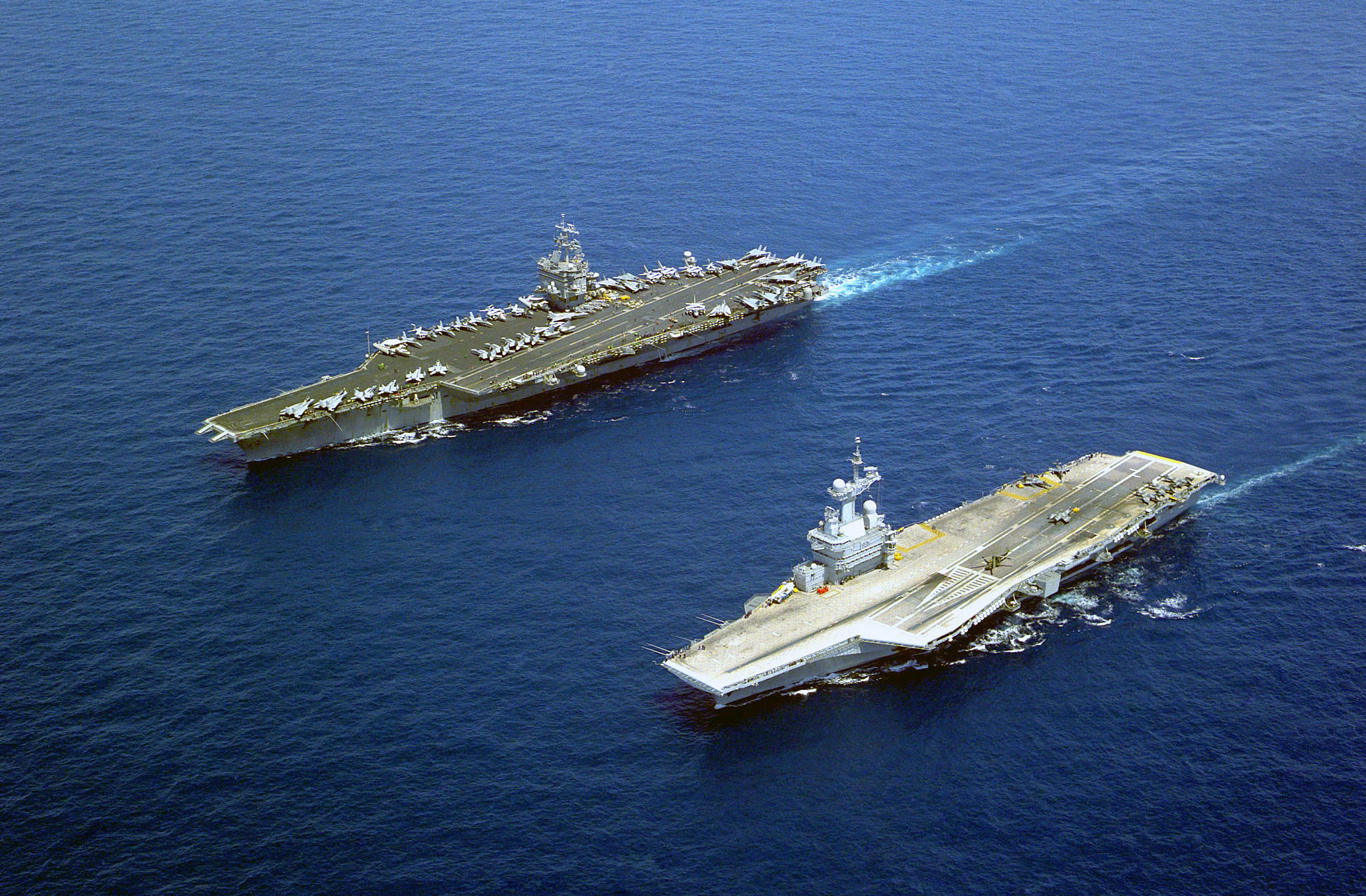
O (em cima), o primeiro super porta-aviões nuclear do mundo (94 781 toneladas) e o porta-aviões francês Charles de Gaulle, também de propulsão nuclear mas de tamanho médio (37 085 toneladas métricas).

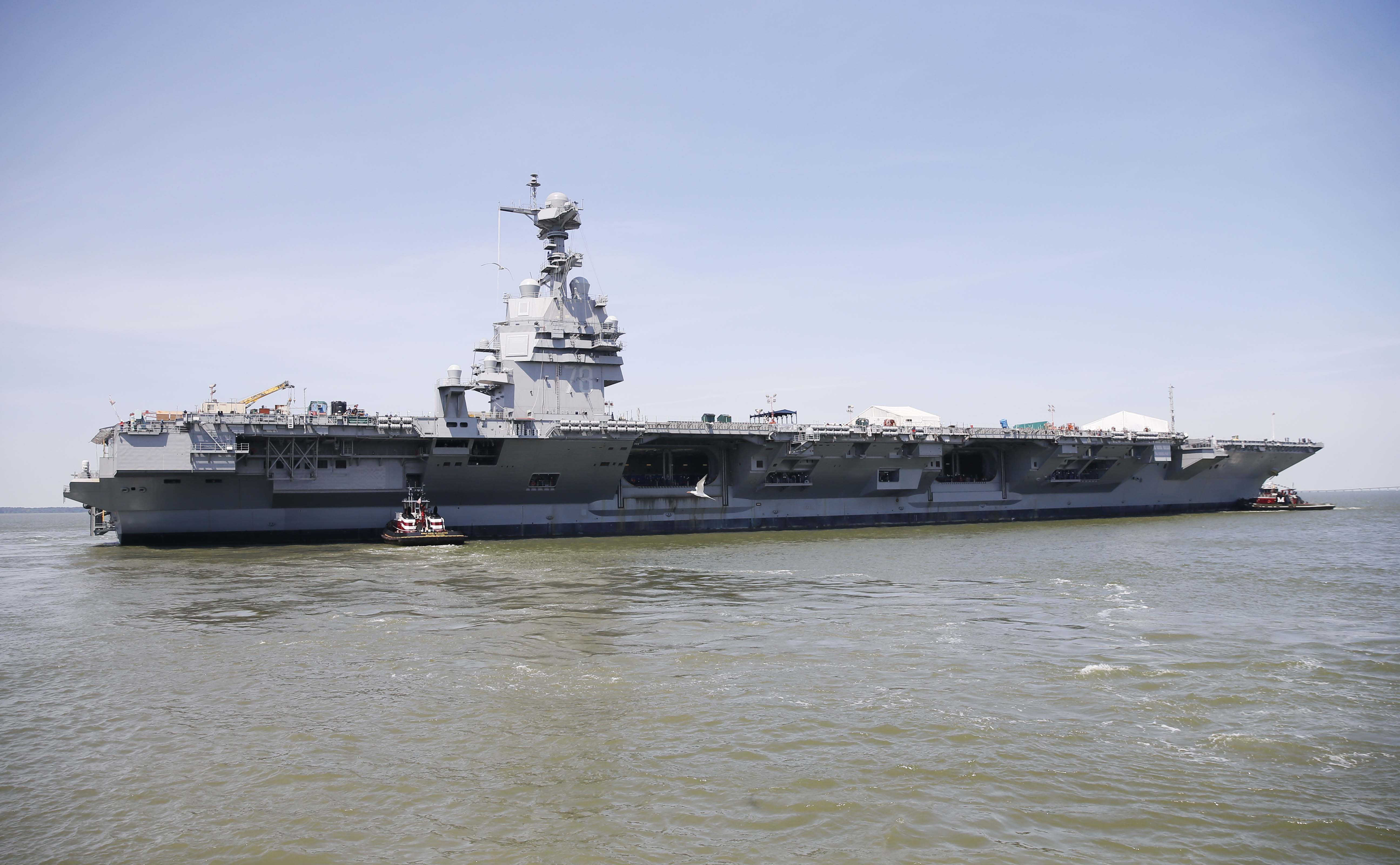
O Superporta-aviões USS Gerald R. Ford (CVN-78), considerado o mais avançado do seu tipo.

Um superporta-aviões AO 1990 (em inglês: Supercarrier)  é um termo utilizado por vezes para designar um tipo especial de porta-aviões, sem significado oficial. Agrupa geralmente navios superiores a 71,000 toneladas - a maioria dos países opera porta-aviões de menos de 40,000 toneladas (como o Charles de Gaulle), ou próximos de 15,000 ton, como o HMS Illustrious, um grande superporta-aviões da Segunda Guerra Mundial.

## Classes de super-porta-aviões
- United States (EUA, 1950s) - uma única unidade, classe cancelada
- Forrestal (EUA, 1950s) - quatro unidades, todas desmanteladas
- Kitty Hawk (EUA, 1955) - três unidades, uma afundada após desativação, duas desmanteladas
- Enterprise (EUA, 1961) - única unidade
- Nimitz (EUA, 1975) - a décima e última unidade agendada para incorporação no ano 2009, todas as unidades estão ativas
- Ulyanovsk (URSS, 1990s) - duas unidades canceladas após construção parcial
- Classe Gerald R. Ford (EUA, 2013) - Três unidades encomendada
- Fujian (18) (China,2022) - 1 Unidade